# Schloss Rosendal

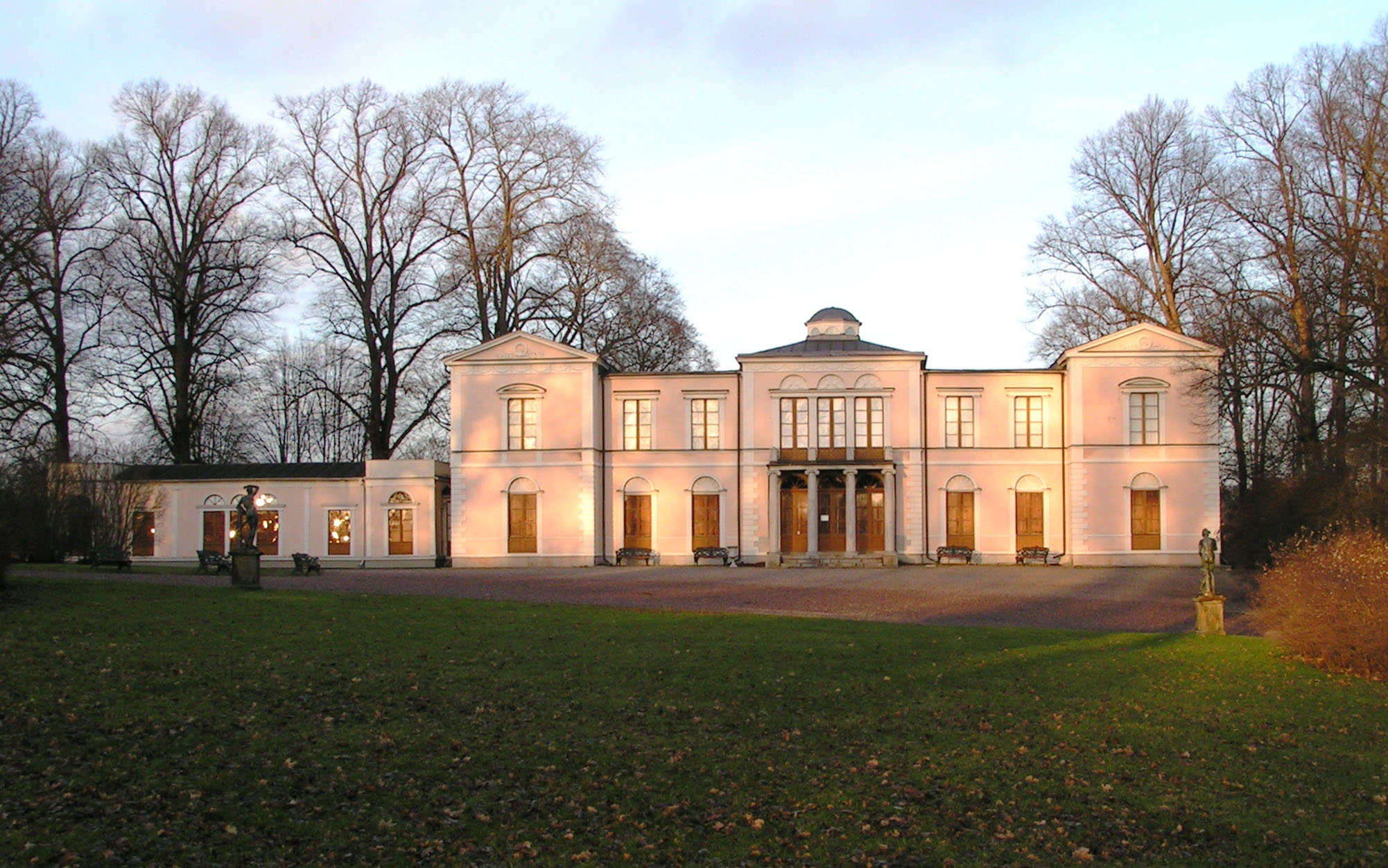
Schloss Rosendal

Schloss Rosendal ist ein Lustschloss im Stockholmer Stadtteil Djurgården, das König Karl XIV. Johann im 19. Jahrhundert erbauen ließ.
Das Gelände war ursprünglich ein Wohnplatz für Tierwächter und wurde von Gustav III. an seinen Sekretär Georg De Besche verschenkt. Dieser ließ um 1790 ein Holzgebäude errichten. 1798 verkaufte er die Stelle an die Gräfin Aurora de Geer. Danach war sie im Besitz des Direktors Hans Niclas Schwan. Dieser überließ das Grundstück dem Generalmajor L. M. De Camps, der es wiederum an Kronprinz Karl Johann verkaufte.
Nachdem das erste Gebäude, das der Architekt Fredrik August Lidströmer in Karl Johanns Auftrag geplant hatte, 1819 niederbrannte, ließ Karl Johann die heutige königliche Villa zwischen 1823 und 1827 nach Plänen des Architekten Fredrik Blom errichten. Das Schloss ist ein vorgefertigtes Holzhaus mit 17 Räumen auf zwei Etagen, das mit verputztem Verblendstein versehen wurde. Der Architekt für die Inneneinrichtung war Emanuel Limnell. Die Veranda über zwei Etagen auf der Nordseite kam in den 1860er Jahren dazu. Der „Speisesaal“, der an der westlichen Kurzseite anschließt, ist wie ein Zelt eingerichtet und wurde in den 1870er Jahren hinzugefügt. Ursprünglich enthielt der Speisesaal eine Sammlung von Pistolen und anderer Waffen Oskars II. Der zweistöckige „Pavillon für die Königin“ (Drottningens paviljong) an der Ostseite war schon vor dem Hauptgebäude errichtet worden. Die kostbaren Möbel und andere Einrichtungsgegenstände sind typische Beispiele für den Empirestil. Vor die nördliche Fassade wurde 1825 eine gewaltige Vase (3 Meter hoch, 4 Meter Durchmesser) aus Porphyr gestellt, der nahe Älvdalen gewonnen wurde. In der Nähe des Schlosses befindet sich eine später entstandene Orangerie.
Nach dem Tod Oskars II. wurde das Schloss 1913 in ein Museum über Karl XIV. Johann und die Dynastie Bernadotte umgewandelt. Während der Öffnungszeiten in den Sommermonaten können die Besucher Gegenstände aus den 1820er und 1830er Jahren besichtigen, die im so genannten Karl-Johann-Stil gehalten sind, der schwedischen Entsprechung des Empirestils. Zu den Besonderheiten gehören die Bibliothek, welche Karl Johanns unveränderte Buchsammlung zeigt, und das Schlafgemach Karl Johanns, dessen Einrichtung 1913 aus dem Stockholmer Schloss nach Rosendal überführt wurde.
Das Gebäude wird zu den „zehn königlichen Schlössern“ (Schlösser im Besitz des Königshauses) Schwedens gerechnet. Seit 1935 steht es als Byggnadsminne unter Denkmalschutz.
Gleich westlich des Schlosses schließt Rosendals trädgård, der Garten Rosendal an. Dieser entstand zwischen 1861 und 1911 mit Gewächshaus und Baumschule unter Leitung der Schwedischen Gartenvereinigung (Svenska trädgårdsföreningen).

## Weitere königliche Schlösser
Schloss Rosendal ist bis heute eines der neun offiziellen Königsschlösser Schwedens, die alle zumindest teilweise zu besichtigen sind: Das Stockholmer Schloss (Amtssitz des Königs), Schloss Drottningholm (Wohnsitz des Königs), Schloss Gripsholm, Schloss Rosersberg, Schloss Strömsholm, Schloss Tullgarn, Schloss Ulriksdal, der Hagapark (Schloss Haga ist Wohnsitz der Kronprinzessin) sowie der Park der königlichen Sommervilla Solliden, die in der Nähe des nur noch als Ruine erhaltenen Schlosses Borgholm errichtet wurde.